# Stanley Lebor
Stanley Harvey Lebor (* 24. September 1934 in East Ham, London; † 22. November 2014 in Faversham, Kent, England) war ein britischer Schauspieler.

## Leben
Lebor arbeitete als Theaterschauspieler unter anderem bei der Royal Shakespeare Company. In dem Spionagethriller Anruf für einen Toten von Sidney Lumet, in dem eine Schlüsselszene des Films während einer Theateraufführung von Christopher Marlowes Schauspiel Edward II spielt, ist Lebor in der Rolle des Lancaster zu sehen. 1968 war er am Phoenix Theatre in Leicester mit Clive Francis und Patricia Kneale in dem Theaterstück Beute (Loot) von Joe Orton zu sehen. 1959 spielte er am Aldwych Theatre an der Seite von Paul Scofield und Eric Porter in Nikolai Gogols Komödie Der Revisor. 1965 spielte er bei der Royal Shakespeare Company die Rolle des Lord Ma(e)rcadé in William Shakespeares Komödie Verlorene Liebesmüh’. 1965 war er bei der Royal Shakespeare Company außerdem als Prince of Morocco in der Tragikomödie Der Kaufmann von Venedig zu sehen. In den 1980er Jahren trat er am Old Vic Theatre in Bristol in dem Musical Sweeney Todd auf.
Lebor arbeitete auch für Film und Fernsehen. 1972 hatte er eine kleinere Rolle als Handlanger Blitzen in der Komödie Kommandosache Nackter Po. Lebor spielte in der Folgezeit weiterhin hauptsächlich Nebenrollen, unter anderem in dem Actionfilm Codewort Hennessy, als Regimentsoffizier in dem Kriegsfilm Die Brücke von Arnheim oder als Polizeiarzt in dem Mystery-Thriller Der Schrecken der Medusa von Jack Gold. 1978 spielte Lebor, selbst jüdischen Glaubens und zeitweise mit der Tochter des britischen Politikers Ernest Millington liiert, in der Miniserie Holocaust – Die Geschichte der Familie Weiss den jüdischen Aufständischen Zalman im Befreiungskampf um das Warschauer Ghetto. 1980 spielte er einen Arzt auf dem Planeten Mongo in dem Science-Fiction-Film Flash Gordon. Eine kleine Rolle als Polizeibeamter hatte er 1982 in dem Filmepos Gandhi unter der Regie von Richard Attenborough. In Superman IV – Die Welt am Abgrund war er 1987 als General Romoff zu sehen. 2000 spielte er die Rolle des aus Konstantinopel stammenden Designers Faisal, der das Hochzeitskleid für Morgiana entwirft, in der Miniserie Arabian Nights – Abenteuer aus 1001 Nacht.
Lebor wirkte auch in zahlreichen Fernsehserien mit. 1972 spielte er in der Folge Ceremony of the Dead aus der britischen Fernsehserie Kein Pardon für Schutzengel den kranken Präsidenten Medina, der möglicherweise vom Kidnapper entführt werden soll. Er wurde in Fernsehserien häufig als Bösewicht und Schurke eingesetzt, so 1972 als südamerikanischer Revolutionär Miguel in einer Folge der Krimiserie Jason King oder als Außerirdischer Gaius in der Science-Fiction-Serie The Tomorrow People. Besonders bekannt wurde er im Fernsehen durch seine Rolle als Howard in der britischen Sitcom Ever Decreasing Circles.

## Filmografie (Auswahl)
- 1966: Anruf für einen Toten (The Deadly Affair)
- 1969: Department S (Fernsehserie, 1 Folge)
- 1971: Coronation Street (Fernsehserie, 1 Folge)
- 1972: Jason King (Fernsehserie, 1 Folge)
- 1972: Kommandosache Nackter Po (Up the Front)
- 1972: Kein Pardon für Schutzengel (The Protectors)
- 1972: Jason King
- 1974: Weiche Betten, harte Schlachten (Soft Beds, Hard Battles)
- 1974: The Tomorrow People (Fernsehserie)
- 1975: Wie man sein Leben lebt (The Naked Civil Servant, Fernsehfilm)
- 1975: Der Teufel in ihr (I Don’t Want to Be Born)
- 1975: Codewort Hennessy (Hennessy)
- 1977: Die Brücke von Arnheim (A Bridge Too Far)
- 1978: Der Schrecken der Medusa (The Medusa Touch)
- 1978: Holocaust – Die Geschichte der Familie Weiss (Holocaust, Fernseh-Miniserie)
- 1979: Die Profis (The Professionals; Fernsehserie, 1 Folge)
- 1979: Der Aufpasser (Minder; Fernsehserie, 1 Folge)
- 1980: Flash Gordon
- 1982: Gandhi
- 1984–1989: Ever Decreasing Circles (Fernsehserie)
- 1987: Personal Service (Personal Services)
- 1987: Superman IV – Die Welt am Abgrund (Superman IV: The Quest for Peace)
- 1994, 1998: The Bill (Fernsehserie, 2 Folgen)
- 1996: La passione
- 2000: Arabian Nights – Abenteuer aus 1001 Nacht (Arabian Nights)